# Mislata
Mislata è un comune spagnolo di 43 756 abitanti situato nella comunità autonoma Valenciana.
Fa parte dell'area metropolitana di Valencia e, di fatto, la sua area urbana è unita a quella del capoluogo.